# Papyrus Chester Beatty V
Der Papyrus Chester Beatty V (Nr. 962 nach Rahlfs) ist das Fragment einer Papyrushandschrift aus dem späten 3. Jahrhundert und gehört zu den biblischen Chester-Beatty-Papyri. Es enthält Teile aus dem 1. Buch Mose (8,13–9,1; 24,13–25,21 und 30,24–46,33) in griechischer Sprache. Der Text ist einspaltig in großen Unzialen geschrieben. Er ist das älteste Zeugnis dieser Textstellen in der ägyptischen Fassung des Septuaginta-Textes.
Dieses Papyrus hier ist nicht zu verwechseln mit dem medizinischen Papyrus Chester Beatty V (BM 10685), der der magische Beschwörungen gegen Kopfschmerzen enthält.
Die Fragmente wurden vor Ende 1931 von dem amerikanischen Sammler Alfred Chester Beatty in Ägypten erworben und befinden sich heute in der Chester Beatty Library in Dublin mit der Signatur P. Ch. Beatty V.

## Textausgabe
- Frederic G. Kenyon: The Chester Beatty Biblical Papyri: Descriptions and Texts of Twelve Manuscripts on Papyrus of the Greek Bible. Emery Walker Ltd., London 1933–1937 (Fasciculus I: General Introduction).